# 第88屆奧斯卡金像獎
第88屆奧斯卡金像獎（英語：88th Academy Awards）是美国电影艺术与科学学会為表彰2015年度傑出電影所頒發的獎項，頒獎典禮訂於2016年2月28日下午4:00 PST（下午7:00 EST / 00：00 UTC）在加州洛杉矶好莱坞的杜比剧院舉行，共计颁发了24个类别的奥斯卡金像奖（也称「学院奖」）。在儀式上，由美國電影藝術與科學學院頒發24大類的奧斯卡金像獎。頒獎典禮由美國廣播公司轉播，大卫·希尔（David Hill）和雷吉纳·哈德林担纲制作人，格伦·魏斯（Glenn Weiss）导演。演员克里斯·洛克继2005年主持第77届典礼后，第二次接棒主持。
2015年11月14日，第7届理事会奖典礼在好莱坞高地中心大宴会厅（Grand Ballroom）先行举办。2016年2月13日，奥斯卡科技成果奖在加州贝弗利山比佛利威尔希尔饭店举行，奥利维亚·穆恩和杰森·席格尔主持。
《疯狂的麦克斯：狂暴之路》凭借六项大奖成为当晚的大赢家，《焦点》赢得包括最佳影片在内的两项大奖。其他得奖者夺得三项大奖包括《荒野猎人》和分获一项大奖的《河中女孩：宽恕的代价》、《艾米》、《熊物语》、《大空头》、《间谍之桥》、《丹麦女孩》、《机械姬》、《八恶人》、《腦筋急轉彎》、《房间》、《索尔之子》、《007：幽灵党》和《口吃男戀語》。电视转播在美国获得超过3442万名观众观看，创下自2008年第80届奥斯卡金像奖以来的最低收视纪录。

## 入圍及得獎名單
第88屆奧斯卡金像獎入圍名單於2016年1月14日，在加州比佛利山庄酒店的塞缪尔·戈尔德温剧院，由影視學院主席、導演李安與葛雷摩·戴托羅，以及共同約翰·卡拉辛斯基公布。李安也是首位獲邀宣布入圍名單的華人。《神鬼獵人》以12項提名領跑，《疯狂的麦克斯：狂暴之路》則以10項緊隨其後。亚历杭德罗·冈萨雷斯·伊尼亚里图执导的电影连续第二年获得最多提名。作曲家安诺尼成为第二位提名奥斯卡的变性人（此前安琪拉·莫利曾于1974年和1976年被提名）。
2016年2月28日，得奖者在颁奖典礼上揭晓。《焦点》凭借两项奥斯卡奖成为自1952年《戏中之王》凭借另一项大奖赢得最佳影片奖以来的首部影片。亚历杭德罗·冈萨雷斯·伊尼亚里图成为唯一一位墨西哥裔导演和第三位连续两年赢得最佳导演奖的导演（此前约翰·福特和约瑟夫·曼凯维奇分别于1940年至1941年和1949年至1950年获此殊荣）。87岁高龄的埃尼欧·莫里科内成为奥斯卡史上年纪最大的竞争性大奖获得者。此前曾凭借《地心引力》和《鸟人》获奖的艾曼纽尔·卢贝兹基成为首位连续三年赢得最佳摄影奖的摄影师。《熊物语》成为史上第一部赢得奥斯卡奖的智利电影。

### 獎項

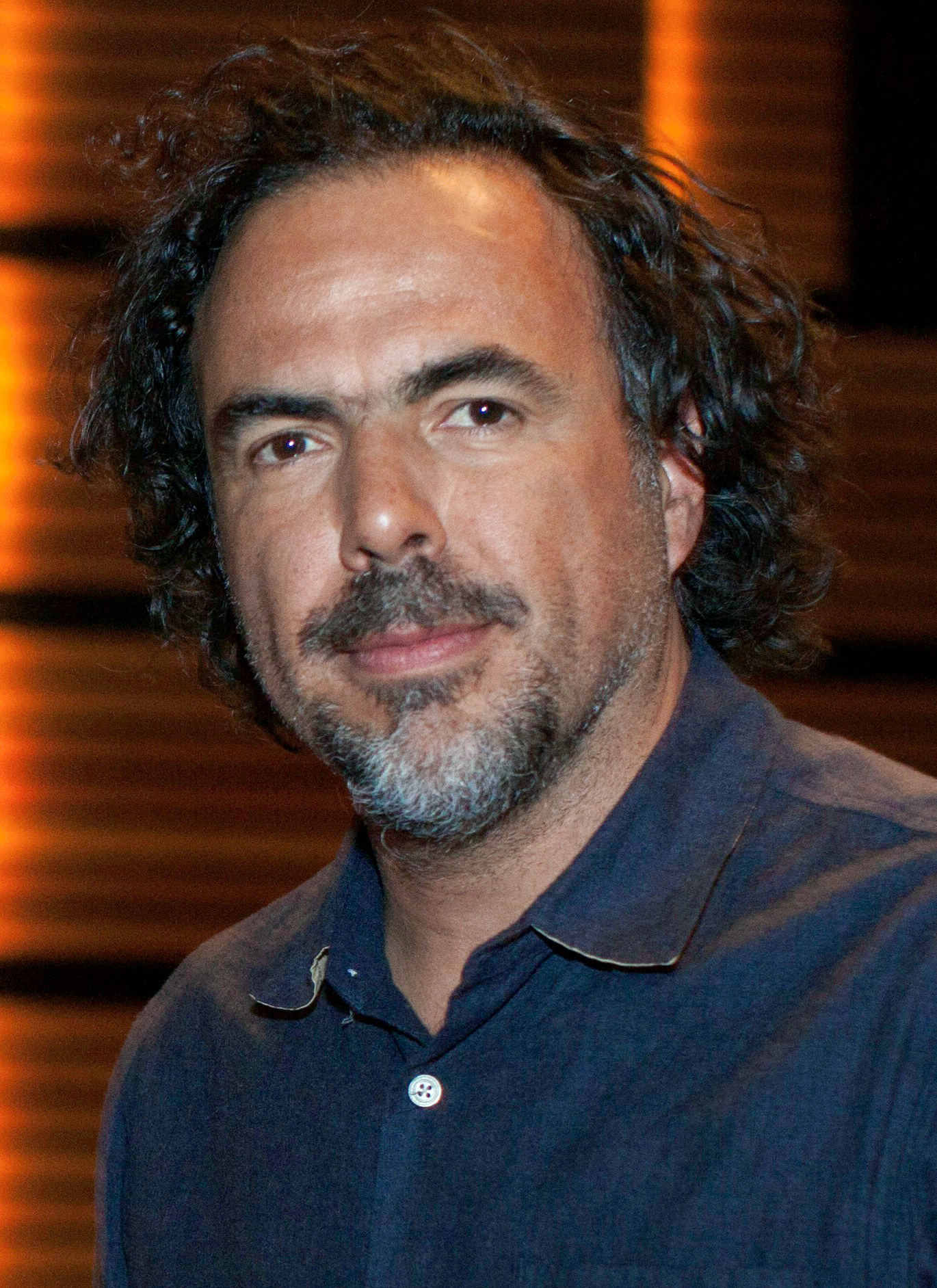
阿利安卓·崗札雷·伊納利圖，最佳導演得主

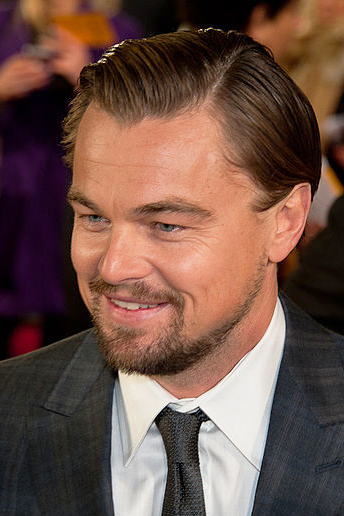
李奧納多·狄卡皮歐，最佳男主角得主

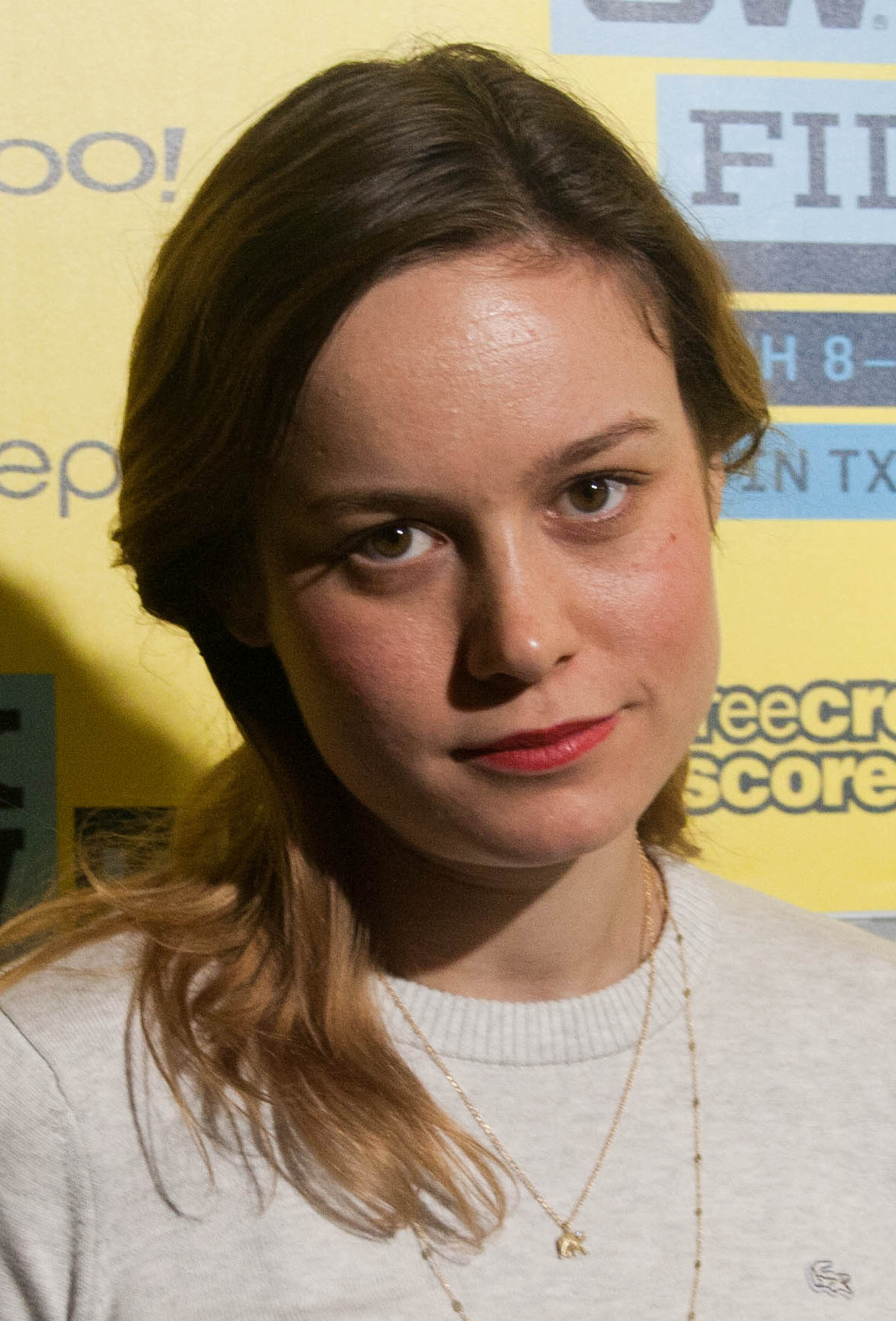
布麗·拉爾森，最佳女主角得主

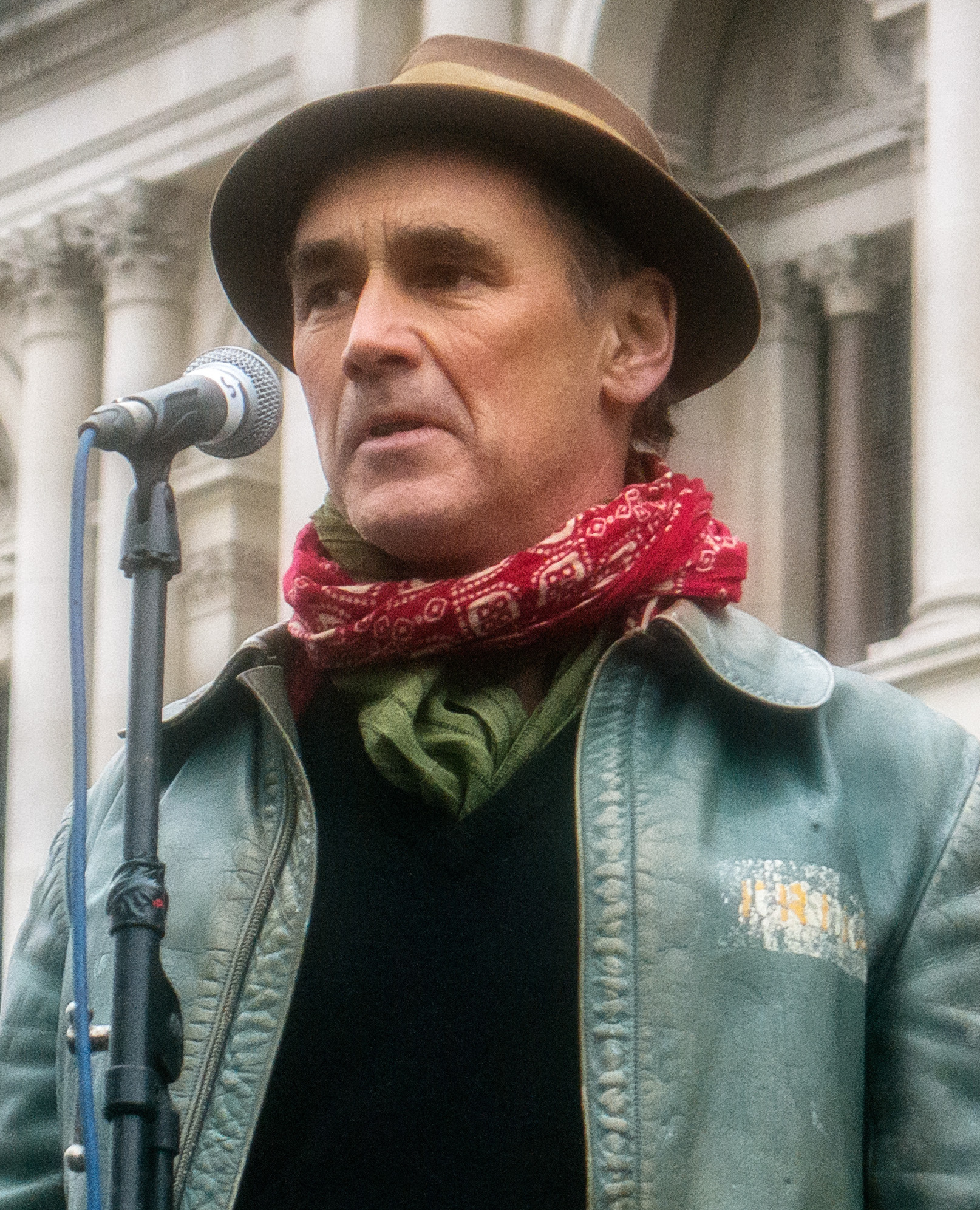
馬克·里朗斯，最佳男配角得主

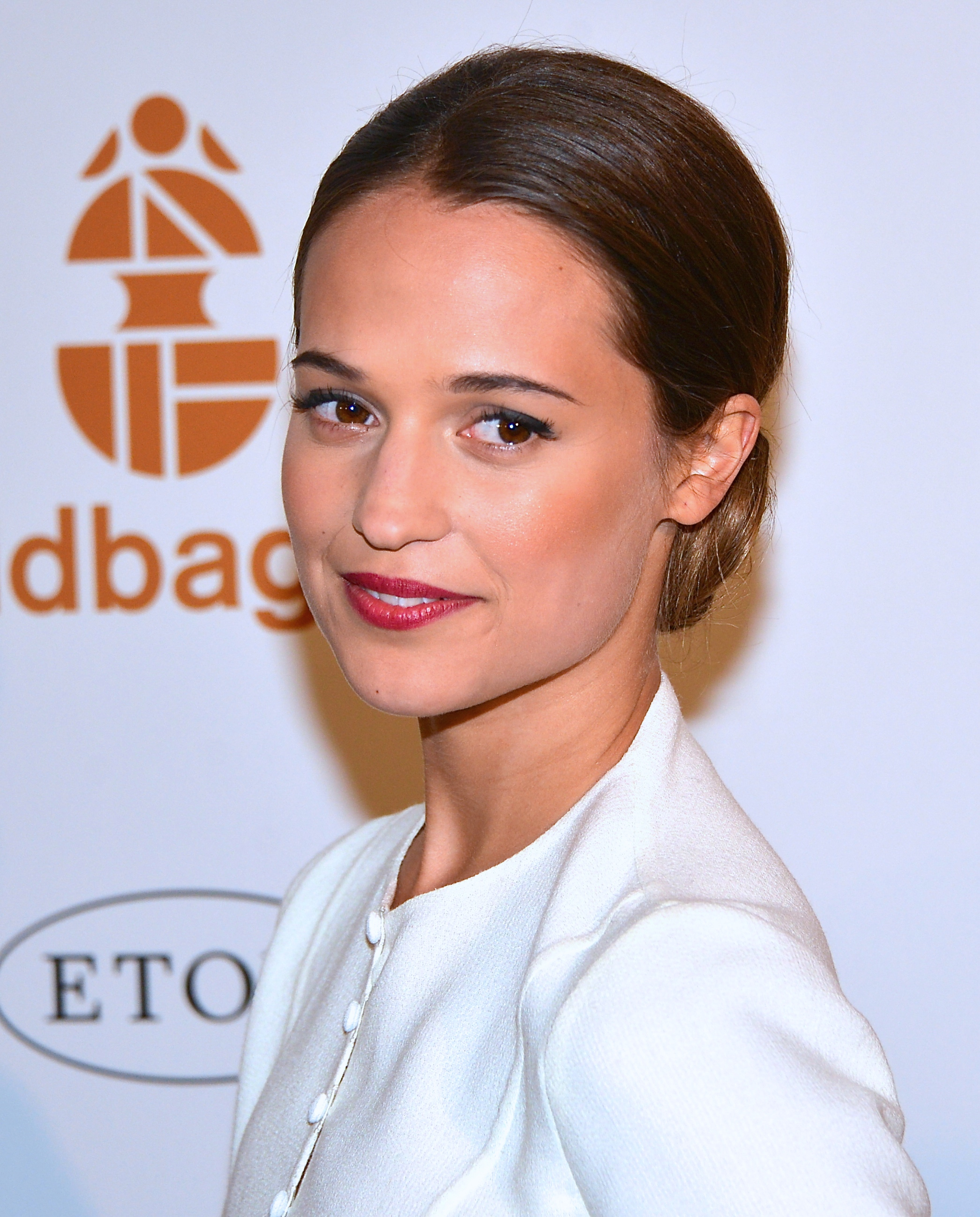
艾莉西亞·薇坎德，最佳女配角得主

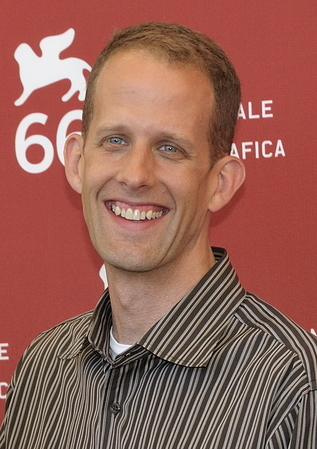
皮特·多克特，最佳動畫長片得主

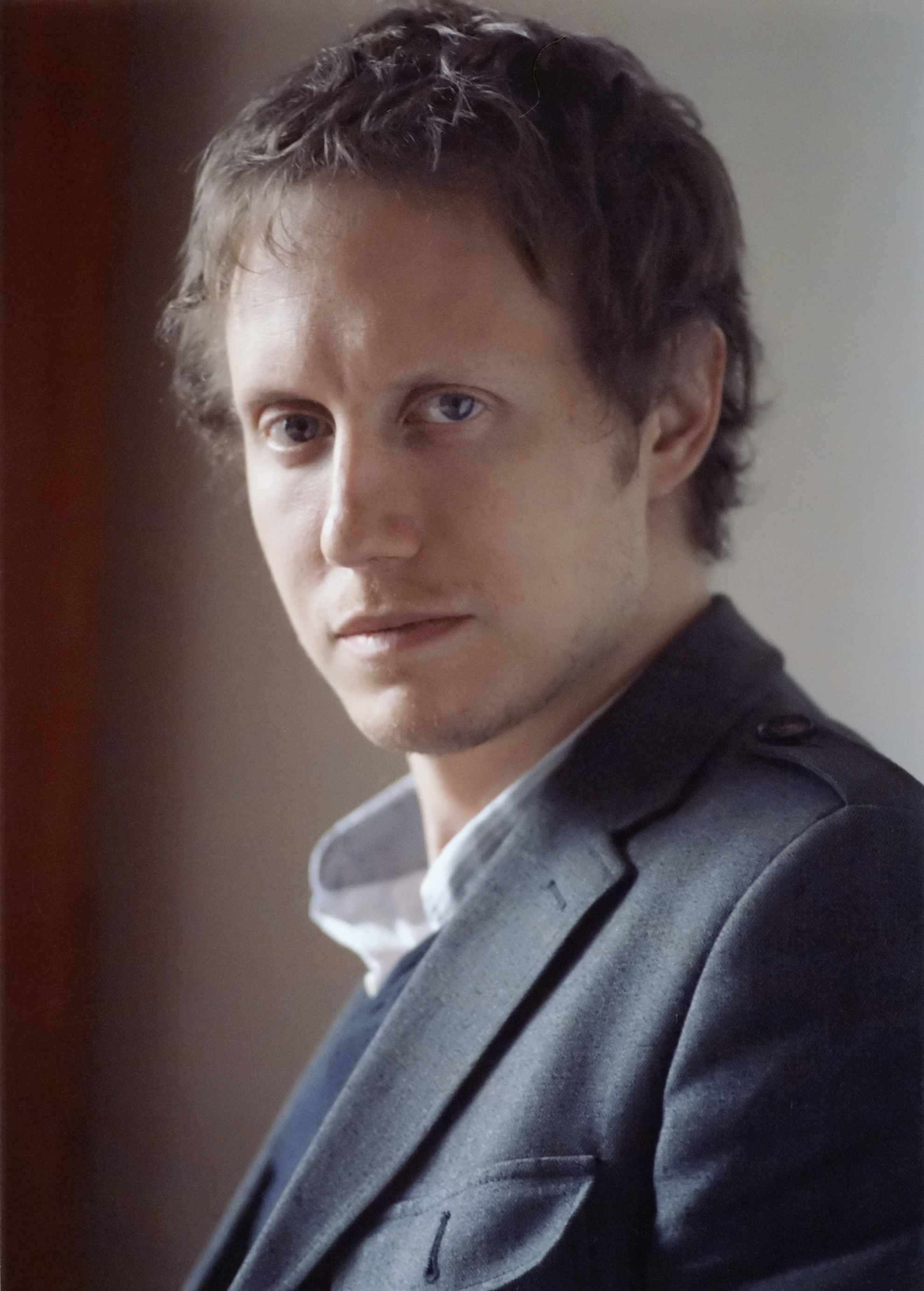
拉斯洛·杰莱斯，最佳外语片奖得主

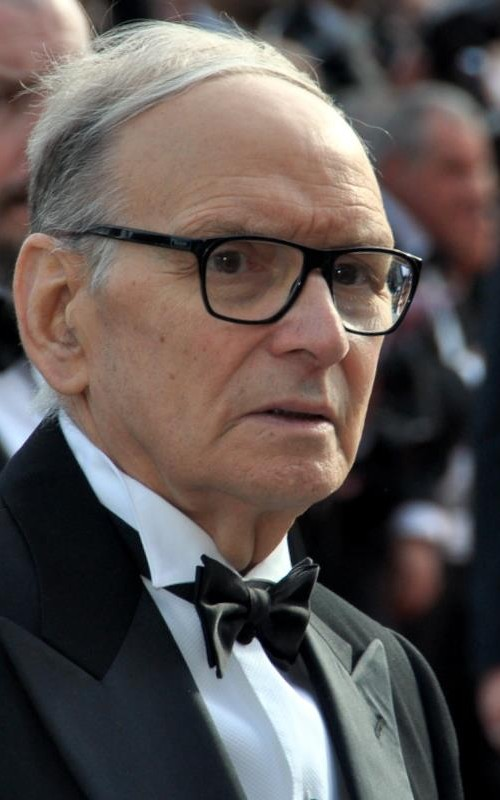
顏尼歐·莫利克奈，最佳原創音樂獎得主

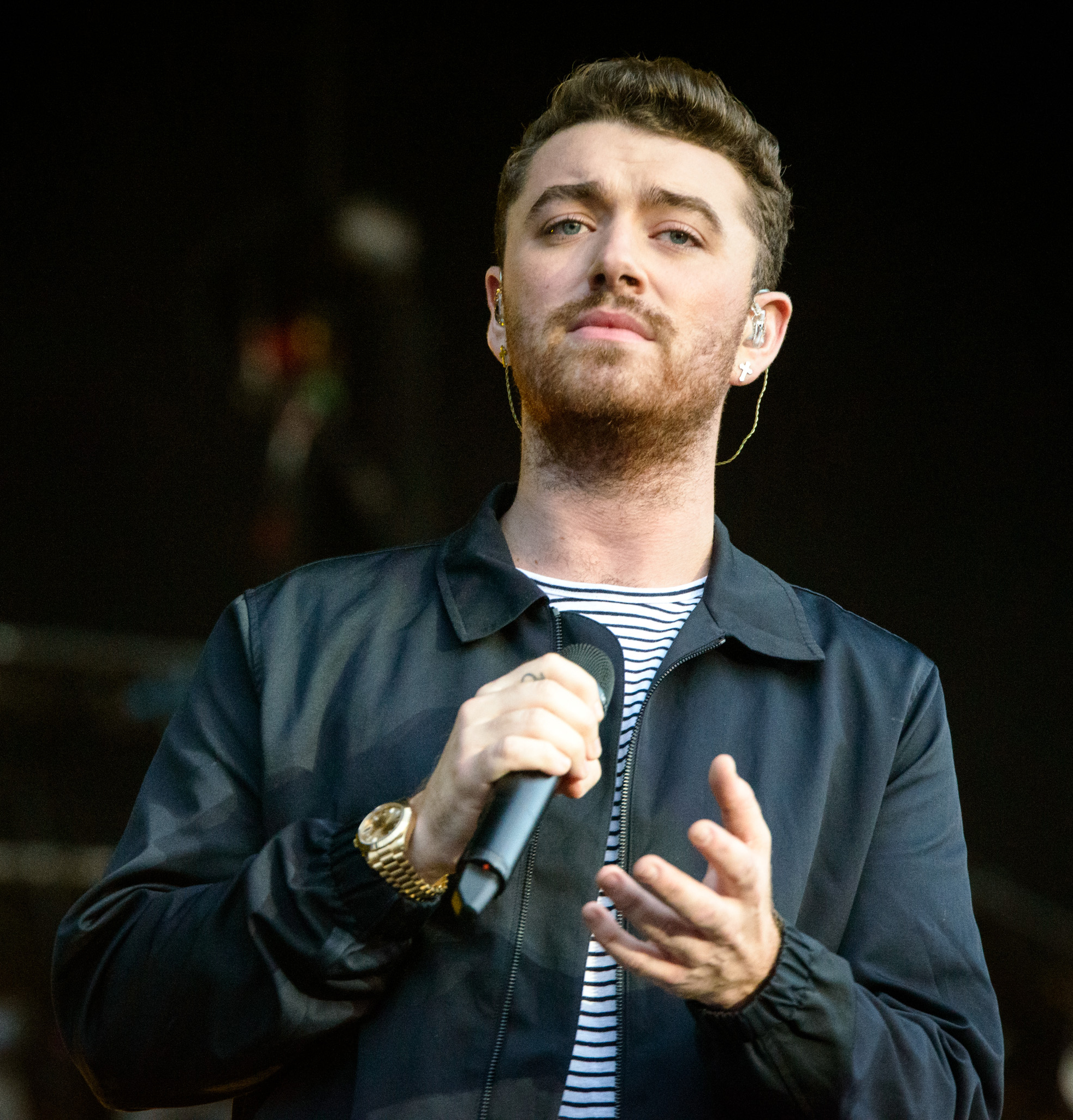
山姆·史密斯，最佳原創歌曲得主

注：获奖者以标示。
| 最佳影片 | 最佳外语片 |
| --- | --- |
| - 《驚爆焦點》 - 《大賣空》 - 《间谍桥》 - 《愛在他鄉》 - 《疯狂的麦克斯：狂暴之路》 - 《絕地救援》 - 《神鬼獵人》 - 《不存在的房間》                     | - 《索尔之子》（ 匈牙利） - 《蛇之擁抱》（ 哥伦比亚） - 《少女離家日記》（ 法國） - 《希布》（ 约旦） - 《一場戰爭》（ 丹麦）                                              |
| 最佳纪录長片 | 最佳动画长片 |
| - 《艾米》 - 《無主之地》 - 《沉默之像》 - 《妮娜西蒙怎麼了》 - 《凜冬烈火：烏克蘭自由之戰》                                                              | - 《腦筋急轉彎》 - 《安諾瑪麗莎》 - 《笑笑羊大電影》 - 《小男孩與奇幻世界》 - 《回憶中的瑪妮》                                                                             |
| 最佳實景短片 | 最佳纪录短片 |
| - 《口吃男戀語》 - 《圣母经》 - 《第一天》 - 《萬事OK》 - 《科索沃青年》                                                                                  | - 《河中女孩：宽恕的代价》 - 《12号收尸队》 - 《墙内的战争》 - 《克劳德·朗兹曼：《浩劫》之魂》 - 《最后的自由时光》                                                        |
| 最佳动画短片 | 最佳导演 |
| - 《熊物語》 - 《序章》 - 《桑杰的超級團隊》 - 《飛向星星的你》 - 《明天的世界》                                                                          | - 阿利安卓·崗札雷·伊納利圖－《神鬼獵人》 - 亞當·麥凱－《大賣空》 - 乔治·米勒－《疯狂的麦克斯：狂暴之路》 - 兰尼·阿伯拉罕森－《不存在的房間》 - 湯瑪士·麥卡錫－《驚爆焦點》 |
| 最佳男主角 | 最佳女主角 |
| - 莱昂纳多·迪卡普里奥－《神鬼獵人》 - 布莱恩·科兰斯顿－《特朗勃》 - 马特·戴蒙－《絕地救援》 - 麥可·法斯賓達－《史帝夫賈伯斯》 - 艾迪·瑞德曼－《丹麥女孩》 | - 布丽·拉尔森－《不存在的房間》 - 凯特·布兰切特－《卡露的情人》 - 珍妮花·羅倫絲－《歡姐當自強》 - 夏綠蒂·蘭普林－《45年》 - 瑟夏·羅南－《愛在他鄉》                        |
| 最佳男配角 | 最佳女配角 |
| - 马克·里朗斯－《间谍之桥》 - 克里斯汀·貝爾－《大賣空》 - 湯姆·哈迪－《神鬼獵人》 - 马克·鲁法洛－《驚爆焦點》 - 席維斯·史特龍－《金牌拳手》               | - 艾莉西亞·薇坎德－《丹麥女孩》 - 珍妮佛·傑森·李－《八惡人》 - 鲁妮·玛拉－《因為愛你》 - 瑞秋·麥亞當斯－《驚爆焦點》 - 凱特·溫斯蕾－《史帝夫賈伯斯》                       |
| 最佳原创剧本 | 最佳改编剧本 |
| - 《驚爆焦點》 - 《间谍之桥》 - 《机械姬》 - 《腦筋急轉彎》 - 《冲出康普顿》                                                                              | - 《大賣空》 - 《愛在他鄉》 - 《卡露的情人》 - 《絕地救援》 - 《不存在的房間》                                                                                             |
| 最佳摄影 | 最佳剪辑 |
| - 《神鬼獵人》 - 《卡露的情人》 - 《八惡人》 - 《疯狂的麦克斯：狂暴之路》 - 《毒裁者》                                                                    | - 《疯狂的麦克斯：狂暴之路》 - 《大賣空》 - 《神鬼獵人》 - 《STAR WARS：原力覺醒》 - 《驚爆焦點》                                                                          |
| 最佳原创音乐 | 最佳原创歌曲 |
| - 《八惡人》 - 《间谍之桥》 - 《卡露的情人》 - 《毒裁者》 - 《STAR WARS：原力覺醒》                                                                       | - 《墙上的字迹》－《007：惡魔四伏》 - 《Earned It》－《五十度灰》 - 《Til It Happens To You》－《狩猎场》 - 《Manta Ray》－《第六滅絕》 - 《Simple Song 3》－《年輕氣盛》  |
| 最佳音效剪辑 | 最佳混音 |
| - 《疯狂的麦克斯：狂暴之路》 - 《絕地救援》 - 《神鬼獵人》 - 《毒裁者》 - 《STAR WARS：原力覺醒》                                                         | - 《疯狂的麦克斯：狂暴之路》 - 《间谍之桥》 - 《絕地救援》 - 《神鬼獵人》 - 《STAR WARS：原力覺醒》                                                                        |
| 最佳化妝與髮型設計獎 | 最佳服装设计 |
| - 《疯狂的麦克斯：狂暴之路》 - 《百歲老人翹家去》 - 《神鬼獵人》                                                                                          | - 《疯狂的麦克斯：狂暴之路》 - 《卡露的情人》 - 《仙履奇緣》 - 《丹麥女孩》 - 《神鬼獵人》                                                                                 |
| 最佳美術設計 | 最佳视觉效果 |
| - 《疯狂的麦克斯：狂暴之路》 - 《间谍之桥》 - 《丹麥女孩》 - 《絕地救援》 - 《神鬼獵人》                                                                  | - 《机械姬》 - 《疯狂的麦克斯：狂暴之路》 - 《絕地救援》 - 《神鬼獵人》 - 《STAR WARS：原力覺醒》                                                                          |

### 榮譽獎項

#### 学院荣誉奖
2015年11月14日，学院颁发第七届理事会奖。得奖名单如下：
- 史派克·李
- 吉娜·羅蘭茲

#### 简·赫尔索特人道精神奖
- 黛比·雷諾

### 多項提名與獲獎
以下16部電影獲得多項提名：
| 提名數 | 片名                   |
| ------ | ---------------------- |
| 12     | 神鬼獵人               |
| 10     | 疯狂的麦克斯：狂暴之路 |
| 7      | 絕地救援               |
| 6      | 间谍之桥               |
| 6      | 卡露的情人             |
| 6      | 驚爆焦點               |
| 5      | 大賣空                 |
| 5      | STAR WARS：原力覺醒    |
| 4      | 丹麦女孩               |
| 4      | 不存在的房間           |
| 3      | 愛在他鄉               |
| 3      | 八惡人                 |
| 3      | 毒裁者                 |
| 2      | 机械姬                 |
| 2      | 腦筋急轉彎             |
| 2      | 史蒂夫賈伯斯           |

下面的三部影片獲得多個獎項：
| 獲獎數 | 片名                   |
| ------ | ---------------------- |
| 6      | 疯狂的麦克斯：狂暴之路 |
| 3      | 神鬼獵人               |
| 2      | 驚爆焦點               |

## 頒獎及表演嘉賓
以下列個人及團體按出場順序排列:

### 颁奖嘉宾
| 姓名                            | 角色                                              |
| ------------------------------- | ------------------------------------------------- |
| 西德林·福克斯（Cedering Fox）               | 报幕员                                            |
| 艾米莉·布朗特 查理兹·塞隆       | 頒發最佳原創劇本                                  |
| 罗素·克劳 雷恩·葛斯林           | 頒發最佳改編劇本                                  |
| 莎拉·席尔蔓                     | 介紹最佳原創歌曲提名歌曲《Writings On The Wall》  |
| 亨利·卡維爾                     | 介紹入圍電影《絕地救援》                          |
| 凯莉·华盛顿                     | 介紹入圍電影《大賣空》                            |
| J·K·西蒙斯                      | 頒發最佳女配角                                    |
| 凯特·布兰切特                   | 頒發最佳服裝設計                                  |
| 史蒂夫·加瑞尔 蒂娜·菲           | 頒發最佳美術設計                                  |
| 杰瑞德·莱托 玛格特·罗比         | 頒發最佳化妝與髮型設計                            |
| 本尼西奥·德尔·托罗              | 介紹入圍電影《神鬼獵人》                          |
| 珍妮佛·嘉纳                     | 介紹入圍電影《疯狂的麦克斯：狂暴之路》            |
| 瑞秋·麦克亚当斯 麥可·B·喬丹     | 頒發最佳攝影                                      |
| 列维·施瑞博尔 佩丽冉卡·曹帕拉   | 頒發最佳剪接                                      |
| 克里斯·埃文斯 查德维克·博斯曼   | 頒發最佳音效剪接及最佳混音                        |
| 安迪·瑟克斯                     | 頒發最佳視覺效果                                  |
| 迷你兵團                        | 頒發最佳動畫短片                                  |
| 胡迪 巴斯光年                   | 頒獎最佳動畫長片                                  |
| 凯文·哈特                       | 介紹最佳原創歌曲提名歌曲《Earned it》             |
| 瑞茜·威瑟斯彭                   | 介紹入圍電影《间谍之桥》                          |
| 凱特·溫斯蕾                     | 介紹入圍電影《驚爆焦點》                          |
| 帕特里夏·阿奎特                 | 頒發最佳男配角                                    |
| 路易·C·K                        | 頒發最佳紀錄短片                                  |
| 戴夫·帕特尔 黛西·蕾德莉         | 頒發最佳紀錄長片                                  |
| 乌比·戈德堡                     | 介紹終身成就獎                                    |
| 小路易斯·格塞特                 | 介紹特別表演                                      |
| 雅各布·特瑞布雷 亞伯拉罕·阿塔赫 | 頒發最佳實景短片                                  |
| 索菲娅·维加拉 李炳宪            | 頒發最佳外語片                                    |
| 乔·拜登                         | 介绍最佳原创歌曲提名歌曲《Til It Happens to You》 |
| 法瑞尔·威廉姆斯 昆西·琼斯       | 頒發最佳原創音樂                                  |
| 凡夫俗子 约翰·传奇              | 頒發最佳原創歌曲                                  |
| 沙查·巴隆·科恩                  | 介紹入圍電影《不存在的房間》                      |
| 奧利維亞·魏爾德                 | 介紹入圍電影《愛在他鄉》                          |
| J·J·艾布拉姆斯                  | 頒發最佳導演                                      |
| 埃迪·雷德梅尼                   | 頒發最佳女主角                                    |
| 茱莉安·摩爾                     | 頒發最佳男主角                                    |
| 摩根·弗里曼                     | 頒發最佳影片                                      |

### 表演嘉宾
| 姓名        | 角色       | 表演                                          |
| ----------- | ---------- | --------------------------------------------- |
| 哈罗德·惠勒 | 编曲、指挥 | 管弦乐                                        |
| 山姆·史密斯 | 表演者     | 《007：幽灵党》主题曲《Writings On The Wall》 |
| 威肯        | 表演者     | 《五十度灰》主题曲《Earned It》               |
| 戴夫·格罗尔 | 表演者     | 特别表演                                      |
| 嘎嘎小姐    | 表演者     | 《肉欲猎场》插曲《Til It Happens to You》     |

## 典礼花絮
去年典礼获得褒贬不一的评价后，尼尔·梅隆和克雷格·贾丹宣布不会连续第四年回归制作节目。不久后，演员尼尔·帕特里克·哈里斯宣布奖不再第二次主持奥斯卡。在《赫芬顿邮报》发表的一篇采访中，他表示「我不知道我的家人和我的精神能不能接受得了。它是一头野兽。揭晓奖项固然有趣，但面对大量耗费的事件和可理解的武断回应，我不认为这是种每年出现或是再次出现的令人愉快的平衡。」随着连任的学院主席谢丽尔·布恩·伊萨克斯假定担任领导职务，学院于2015年9月聘请大卫·希尔和雷吉纳·哈德林制作典礼。被宣布为制作人的第二天，希尔透露节目将会有两名主持人。
然而在2015年10月，据宣布喜剧演员克里斯·洛克奖主持电视转播节目。至于让洛克回归出任主持原因，他们给出的解释是：“克里斯·洛克是娱乐产业真正的MVP。喜剧演员、演员、编剧、制片人、导演、纪录片导演——他全包了。他将会是一位惊人的奥斯卡主持人！”洛克表示，他很高兴被选中再次支持晚会，并评论道：“我很高兴能主持奥斯卡，回归的感觉很棒。”
另有数人参与典礼制作。哈罗德·惠勒担任音乐总监和乐团指挥。德里克·麦克莱恩回归为节目设计一套新的布景和舞台设计。法蒂玛·罗宾逊担任表演节目编舞。奥斯卡小金人由纽约新温莎的Polich Tallix Fine Art Foundry制作。为了进一步简化获奖感言，致辞由获奖者阅读改由屏幕滚动字幕显示。沙查·巴隆·科恩事前没有告诉制片人他将以阿里G而不是以本人身份出现在舞台上。他为了换上自己的衣服，把自己和妻子锁在浴室里40分钟，之后再告诉人们他食物中毒了。

### 提名电影票房表现
| 影片                       | 提名揭晓前 （即1月15日前） | 提名揭晓后 （即1月15日到2月28日） | 奖项揭晓后 （即2月28日之后） | 总计  |
| -------------------------- | -------------------------- | --------------------------------- | ---------------------------- | ----- |
| 《火星救援》               | 226                        | 1.7                               | 41415美元                    | 228.4 |
| 《荒野猎人》               | 54.1                       | 116.4                             | 8.5                          | 179.1 |
| 《疯狂的麦克斯：狂暴之路》 | 153.6                      | --                                | --                           | 153.6 |
| 《间谍之桥》               | 71.5                       | 1.4                               | 49549美元                    | 72.3  |
| 《大空头》                 | 44.6                       | 23.9                              | 1.1                          | 69.8  |
| 《焦點》                   | 28.8                       | 10.3                              | 4.1                          | 43.2  |
| 《布鲁克林》               | 22.7                       | 13.7                              | 1.1                          | 37.6  |
| 《房間》                   | 5.2                        | 8.2                               | 1                            | 15    |

八部最佳影片奖提名影片北美地区票房合共7.987亿美元，平均每部9980万美元，是过去33年来第六好的记录。每部电影平均在2323家影院上映，仅次于2003年2368家的记录，是史上第二好的成绩。然而，每家影院平均票房估计为32636美元，在33年中排在第26位。
到2016年1月14日提名揭晓之日，《火星救援》凭借2.226亿美元的国内票房收入，成为提名影片中票房最高的一部电影。《疯狂的麦克斯：狂暴之路》凭借1.536亿美元仅次其后，之后依次为《间谍之桥》（7070万美元）、《荒野猎人》（5410万美元）、《大空头》（4460万美元）、《焦點》（2880万美元）、《布鲁克林》（2270万美元）和《房間》（510万美元）。
当年最卖座的50部电影中，共有11部影片的46项提名出现在名单上。只有《头脑特工队》（第4位）、《火星救援》（第8位）、《还魂者》（第15位）、《冲出康普顿》（第18位）、《疯狂的麦克斯：狂暴之路》（第21位）、《奎迪》（第29位）和《间谍之桥》（第42位）被提名为最佳影片、最佳动画片或其他导演、演艺及编剧奖项。其他获得提名的票房50强电影有：《星球大战：原力觉醒》（第1位）、《灰姑娘》（第9位）、《007：幽灵党》（第10位）和《五十度灰》（第17位）。

### 無黑人提名争议
提名名單后不久，多家媒体观察到主要奖项提名者连续第二年缺乏多样性。随后学院主席谢丽尔·布恩·艾萨克斯（Cheryl Boone Isaacs）表示：
|  | 当然，我很失望，但不能带走它們（提名电影）的伟大。这是电影界最伟大的一年……然而，我们没有停步……我们正在前行，用說話和行动方式。这不仅需要在学院内部发生，还关系到整个电影界。 |

艾萨克斯表示，学院正采取“重大举措”来改变其成员组成，并會多样化“性别、种族、民族和性取向”领域。之後学院发表声明，宣布采取措施改变投票权和成员规则，包括增加女性和少数族裔成员数量、更改除非获得或被提名奥斯卡奖，必須在演藝圈工作30年的终生投票权利。艾萨克斯表示，“学院将会掀起潮流，不需要等待整个行业赶上来，这些措施会有立竿见影之效，开始显著改变我们成员的形成过程。”学院还會新增三名理事席位，任期三年，由学院主席提名并经董事会确认。学院还向行政和董事会成员新增对成员和管理层构成作关键决策的职务。然而，学院的行动还包括撤走演员比尔·穆米和获奖编剧帕特里夏·雷斯尼克（Patricia Resnick）等目前未在行业内工作的学院成员的会员权力。雷斯尼克表示“用年龄歧视换取性别歧视和种族歧视不是答案。”。
作为缺乏多样性的回应，斯派克·李、贾达·萍克特·史密斯和威尔·史密斯等黑人演員及包括最佳原创歌曲提名者安诺尼在内的其他人宣布抵制典礼。安诺尼表达了她和同行提名者大卫·朗因“时间限制”没有被请求表演的尴尬之情。她认为“歌唱生态灭绝也许卖不出广告空间”，称“这是一种社会体制的压迫，美国资本主义家为了粉碎我们的梦想和我们的集体组织精神，削减双性人的工作机会。”乔治·克鲁尼、露皮塔·尼永奥、维奥拉·戴维斯等演员也提到了缺乏多样性。此外，主持人克里斯·洛克也面临着被要求辞去主持人一职的压力。但洛克仍然主持典礼，还把他的开场独白聚焦于争论议题。美国总统贝拉克·奥巴马也谈到了有关争议：
|  | 我认为加利福尼亚是难以置信的国家多样性的一个例子。当每个人所讲的故事打造成更好的艺术、更好的娱乐，使每个人都觉得是美国大家庭的一份子时，我便认为整个行业应该尽其所能发掘人才，向每个人提供机会。我还认为奥斯卡的辩题只不过是这个更广泛问题的一种表现。难道我们要保障每个人都有公平的机会？ |

迈克尔·凯恩、艾斯·库伯、夏洛特·兰普林、乌比·戈德堡、佩内洛普·安·米勒、海伦·米伦和杰拉尔德·R·莫伦则为奥斯卡辩护，表示提名基于表现和优点，而非种族。迈克尔·凯恩表示：“最后你不能以一个演员是黑人为由而不投票给他。你不能说‘我想把票投给他，虽然他不是很优秀，但他是个黑人，所以我会投他。”热门传记电影《冲出康普顿》制作人艾斯·库伯表示“这就像哭诉你的蛋糕不够冰，只会招人笑话。”佩内洛普·安·米勒回应批评时指出“我给几个黑人表演者投了票，但我很遗憾他们没有入选。拿这件事暗指我们都是种族主义者是很让人反感的。我不希望被归类为种族主义者，因为我肯定不是，况且我支持并受益于这个行业的黑人人才。这只不过是非常有竞争性的一年。”奥斯卡奖得主、前主持人乌比·戈德堡为学院辩护时指出：“问题不在于学院。即便你将黑人、拉丁裔和亚裔成员填满学院，如果其中没有一个人要在电视上投票，你不会得到你想要的结果。我赢过一次，所以这算不上那种种族主义者。不管怎么说我是黑人。”制片人杰拉尔德·R·莫伦称抵制的想法“荒谬”，表示“除了那些制造问题的人，不存在有种族主义者”，并补充称“采用这种丑陋的方式表达抱怨的那种人最糟糕”。奥斯卡得奖演员海伦·米伦为学院辩护时指出攻击组织“不公平”：“今年它只是用不好的方式放大了。”米伦提到Netflix电影《无境之兽》的演員伊德瑞斯·艾尔巴曾被提名，但“因为没有足够多的人看过或希望看一部关于童子兵的电影”而落选。米伦指出问题出在行业，“电影被提名到奥斯卡前发生了什么？要制作什么类型的电影？选角和编剧要用什么方法？这些事情比谁拿着奥斯卡奖杯站上舞台更有影响力。”《新鲜王子妙事多》前演员珍妮特·休伯特批评贾达·萍克特·史密斯发Facebook视频呼吁黑人演员“站在我们一边”，而不去核实奥斯卡名单。
2月下旬，《奎迪》导演莱恩·库格勒和《塞尔玛游行》导演阿娃·杜威内宣布将在2月28日奥斯卡颁奖典礼当日举办慈善活动，解决密歇根州弗林特的用水危机。众多奥斯卡提名名单“太白”的著名批评者决定推掉典礼参加#JusticeForFlint活动，而这被广泛认为是那些感到失望甚至抵制奥斯卡颁奖典礼人士转移视线的活动。

### 亚洲人玩笑话争议
虽然主持人克里斯·洛克的主持表现获得多数人的好评，但他后来因和沙查·巴隆·科恩在舞台上拿亚洲人的刻板形象和好战性格开玩笑而受到批评。节目期间，洛克带着三名冒充会计师的亚裔孩子走上舞台，表示“他们是最敬业、细心和勤奋的代表……有请明珠（Ming Zhu）、保灵（Bao Ling）和大卫·莫斯科维茨（David Moskowitz）”。他继续说道，“如果有人被这个笑话困扰到了，只管用你那也是由这些孩子生产的手机发推文就可以了。”
此外，以阿里G身份与奥利维亚·维尔德一同颁奖的巴隆·科恩表示：“那些拿着卑微的越南盾薪水、兢兢业业、细心且勤奋的小黄人怎能没有奥斯卡奖。你不知道，这才是小黄人。”Slate的刘罗文指出了这个针对亚洲人的双关语笑话。拜伦·科恩的妻子、演员艾拉·费雪在他登台前帮他穿上角色的服装。她表示活动制作人曾明确授权他以其饰演的任何角色亮相，但她表示碰到洛克后拜伦的想法大胆了起来，这让他對执行這计划有了底气。
除了公众的批评，尤其是在网上，笑话还被《GQ》、《好莱坞报道者》、《纽约时报》和《华盛顿邮报》批评。《华盛顿邮报》的杰西卡·康特雷拉（Jessica Contrera）指出：“缺乏多样性中再有缺乏多样性。最为明显的是洛克将三名亚裔儿童领到台上，称之为金融公司普华永道的‘银行家’。”《初来乍到》演员吴恬敏和篮球运动员林书豪也谈到了笑话，前者表示“把小孩放在舞台上，沒有台詞，充當种族主义笑话的對象，非常以简释繁、噁心。”后者在Twitter上称他厌倦了人們總是認為攻擊亞洲人沒什麼大不了。
2016年3月9日，由台湾著名导演李安、著名美籍日裔演员乔治·武井、美籍华裔纪录片导演楊紫燁等25位亚裔美国电影艺术与科学学院成员美籍华裔电影人以及美籍华裔电影人曾奕田、迪士尼动画导演唐·霍尔等原美国电影艺术与科学学院成员联名向学院发出抗议信。最终学院发表公开声明正式致歉。

### 专业评价和收视率
节目获得媒体褒贬不一的评价。媒体普遍称赞主持人克里斯·洛克出色地处理了“多样性”问题。《洛杉矶时报》电视评论员玛丽·麦克纳马拉（Mary McNamara）表示：“洛克的奥斯卡制造了电视节目史上最强大的时刻”，认为他诚实回答了“好莱坞遍地种族主义者”的问题，“大胆且卓有成效”。她总结道，“转移了几年的话题后，今年的奥斯卡作出了行动。可以肯定的是，结果喜忧参半。洛克没能融入他一贯的愤慨和人性的平衡。”《纽约时报》作家詹姆斯·泼尼沃齐克（James Poniewozik）评论称“有了克里斯·洛克，奥斯卡找到了主持人和主题的幸运对子”，并表示洛克“他的表现为行业仍试着了解的事物做了示范，那就是给合适的人合适的机会，你可以同时实现包容性和娱乐性。”《综艺》首席电视评论员布莱恩·洛瑞（Brian Lowry）写道：“满足了逐步增强的过高期望值，克里斯·洛克出色地用开场独白穿针引线。”《时代》的丹尼尔·达达里奥（Daniel D’Addario）称赞克里斯的主持表现，表示：“凭借尖酸刻薄的幽默和无拘无束的不可预测性，今年的奥斯卡是看上去不同寻常得满意的一届。”。《今日美国》的罗伯特·比安科（Robert Bianco）称“洛克尖锐而坦率的談論奥斯卡和人种”，称典礼“搞笑、尖锐且咄咄逼人。”
然而，也有评论员对洛克的主持更持怀疑态度。公民权活动家肖恩·金在《纽约每日新闻》严厉批评了洛克的主持表现和独白，称它“令人反感、不舒服，就是低级错误。”他进一步表示：“我一直在等他说些什么，说些有逻辑意义的东西，但它很快便演变成乱码般的不合逻辑胡言乱语。”《好莱坞报道者》的丹尼尔·芬恩伯格（Daniel Fienberg）打趣道：“克里斯·洛克开创了一档有重要话要说的电视节目，但仍让人感到无穷无尽。”此外，他还称典礼“塞得过满”且“又长又臭”。《时代》的金顺姬（Grace Ji-Sun Kim）则评价洛克的开场白道：“克里斯·洛克应该知道种族主义不是黑白配，”并认为“如果我们要征服种族主义，我们必须承认这不是二元论。”《圣何塞信使报》评论员托尼·希克斯（Tony Hicks）表示：“学院不應讓克里斯·洛克擔任奥斯卡主持人，他用那种肤色的人不會在好莱坞获得公平机会的謬誤，過份地扼杀周日晚上的奥斯卡頒獎禮的時間。”
美国广播公司在美国的转播吸引3430万名观众全程观看，较全年典礼减少4%。电视转播还录得比去年典礼低的尼尔森收视率，有23.46%的家庭观看典礼，占总收视份额37%。此外节目在18-49岁年龄段观众中录得较低的收视率，为10.5%，占总份额31%。这是自2008年举办的第80届典礼以来收视率最低的一届。

## 紀念
以下于去年辞世的电影界人士出现在本届“致敬”环节中。本屆環節由小路易斯·格塞特主持，在「致敬」環節中則由戴夫·格羅爾彈奏吉他呈現，歌曲為披頭四的《黑鳥》。
- 韦斯·克拉文
- 斯坦·弗萊貝格（英语：Stan Freberg）
- 賽義德·傑夫里（英语：Saeed Jaffrey）
- 米羅斯拉夫·昂德利克（英语：Miroslav Ondricek）
- 羅伯特·巴爾瑟（英语：Robert Balser）
- 麗莎貝絲·斯科特（英语：Lizabeth Scott）
- 斯圖亞特·A·賴斯（英语：Stuart A. Reiss）
- 香特爾·阿克曼
- 克里斯多福·李
- 羅伯特·查托夫（英语：Robert Chartoff）
- 默里·魏斯曼（Murry Weissman）
- 傑瑞·溫特勞布（英语：Jerry Weintraub）
- 詹姆斯·L·懷特（英语：James L. White）
- 西奧多·比凱爾（英语：Theodore Bikel）
- 羅伯特·洛札亞（英语：Robert Loggia）
- 芭芭拉·S·布利亞蒂（英语：Barbara S. Brogliatti）
- 瑪琳·奧哈拉
- 基恩·艾倫（英语：Gene Allen）
- 奧馬·沙里夫
- 路易斯·迪蓋摩（英语：Louis DiGiaimo）
- 派翠西亞·諾里斯（英语：Patricia Norris）
- 迪恩·瓊斯
- 埃托雷·斯科拉
- 艾倫·瑞克曼
- 哈斯克爾·韋克斯勒（英语：Haskell Wexler）
- 卡羅琳·阿里（英语：Karolyn Ali）
- 特克斯·鲁德洛夫
- 理查德·考利斯（英语：Richard Corliss）
- 約翰·B·曼斯布里奇（英语：John B. Mansbridge）
- 亞歷克斯·羅科（英语：Alex Rocco）
- 柯克·科克萊恩（英语：Kirk Kerkorian）
- 鲍勃·明克勒
- 道格拉斯·斯洛琴（英语：Douglas Slocombe）
- 大衛·W·薩繆爾森（David W. Samuelson）
- 布魯斯·斯諾夫斯基（英语：Bruce Sinofsky）
- 弗蘭克·D·吉爾羅伊（英语：Frank D. Gilroy）
- 詹姆斯·霍納
- 霍莉·伍德勞恩（英语：Holly Woodlawn）
- 埃爾莫·威廉姆斯（英语：Elmo Williams）
- 小霍華德·A·安德森（英语：Howard A. Anderson, Jr.）
- 羅傑·L·梅耶（英语：Roger L. Mayer）
- 阿爾伯特·梅索斯（英语：Albert and David Maysles）
- 梅麗莎·麥席森（英语：Melissa Mathison）
- 理查德·格拉策（英语：Richard Glatzer）
- 大衛·鮑伊
- 維爾莫什·茨斯格蒙德（英语：Vilmos Zsigmond）
- 丹尼爾·格爾森（英语：Daniel Gerson）
- 伦纳德·尼莫伊

環節中未提及的演員包括托尼·伯頓（《洛基》）、法兰克·芬利（《奥赛罗》）、喬治·蓋尼斯（《警察学校》）、艾巴·維戈達（《教父》）、贡纳·汉森（《德州电锯杀人狂》、傑佛瑞·劉易斯（《探戈與金錢》）、朗·穆迪（《奥利弗》）、罗迪·派珀和安格斯·史格林；导演吉恩·萨克斯、马龙·德奥·利维拉和贾克·希维特，此外还有服装设计师朱莉·哈里斯。然而和前三年一样，这些人只出现在网络版的“致敬”环节中。